# Tour della nazionale maschile di rugby a 15 della Nuova Zelanda 1990
Nel 1990 la nazionale di rugby a 15 della Nuova Zelanda si reca in tour in Francia.
Il bilancio è di 6 vittorie su 8 partite, compresi due test match contro la nazionale francese. Le uniche sconfitte sono subite dai rincalzi contro selezioni locali, sconfitte peraltro clamorose perché interrompono una serie di 50 partite senza sconfitte in tour.
In squadra tornano due giocatori importanti per la Nuova Zelanda: Michael Jones, dopo un grave infortunio al ginocchio, e Murray Pierce, ritornato dal Sudafrica.
Nuovo capitano è Gary Whetton che sostituisce Wayne Shelford dopo il ritiro di quest'ultimo.
Solo quattro i nuovi giocatori: Rob Gordon, Simon Mannix, L. Hullena e Paul McGahan.
La squadra mostrerà problemi nei test contro selezioni provinciali (segno di rincalzi non all'altezza) e più volte sarà salvata solo dai calci di Grant Fox. Limiti che saranno la causa della deludente Coppa del Mondo di rugby 1991.

## Risultati

### La squadra
- Manager : J. Sturgeon
- Coach: Alex Wyllie
- Capitano : Gary Whetton
- Estremi

K. Crowley (Taranaki)

S. Philpott (Canterbury)
- Tre quarti

J.Kirwan (Auckland)

T. Wright (Auckland)

J. Timou (Otago )

V.Tuigamala  (Auckland)

C. Innes  (Auckland)

J. Stanley (Auckland)

B. McCahill (Auckland)

W. Little (North Harbour)
- mediani

G.Fox (Auckland)

Simon Mannix (Wellington)

G. Bachop (Canterbury)

P. Mc Gahan (North Harbour)
- avanti

W. Gatland (Waikato)

S. Fitpatrick (Auckland)

L. Hullena (Wellington)

S. Mc Dowell (Auckland)

G. Purvis (Waikato)

R. Loe (Waikato)

S. Gordon (Waikato)

Murray Pierce (Wellington)

G.Whetton (Auckland)

I Jones (North Harbour)

P. Henderson (Otago )

W.R. Gordon (Waikato)

M. Brewer (Otago )

A. Whetton (Auckland)

M.Jones (Auckland)

Z.Brooke (Auckland)

O. Brown (Auckland)

### Itest match
| Arbitro: | Alexander MacNeill |

|                    |      |                          |
|                    | mt   | 4' Innes, 10' A. Whetton |
|                    | tr   | 4' e 10' Fox             |
| 34' D. Camberabero | c.p. | 26', 29' e 46' Fox       |
|                    | drop | 78' Fox                  |

| Arbitro: | Alexander McNeill |

|                              |      |                                  |
|                              | mt   | 35' Crowley, 61' M. Jones        |
|                              | tr   | 35' e 61' Fox                    |
| 20', 43' e 51' D.Camberabero | c.p. | 7', 13', 22', 45', 57' e 77' Fox |
| 39' D. Camberabero           | drop |                                  |

### Gli altri incontri
| Arbitro: | P. Robin |

|             |      |            |
| Jaubert     | mt   | Stanley    |
|             | tr   | Mannix     |
| Bianchi (4) | c.p. | Mannix (3) |
| Barthèlemy  | drop |            |

| Arbitro: | Matt Bayliss |

|         |      |                    |
|         | mt   | Z. Brooke, McGahan |
|         | tr   | Crowley            |
| Lescure | c.p. | Crowley (4)        |
| Lescure | drop |                    |

| Arbitro: | Jean-Claude Doulcet |

|             |      |                      |
| Benazzi (2) | mt   | M. Jones, Wright (2) |
| Bérot (2)   | tr   | Fox (3)              |
| Bérot (2)   | c.p. | Fox (2)              |
| Penaud (2)  | drop | Fox                  |

| Arbitro: | Owen Doyle |

|                  |      |                         |
| Charvet, Lacombe | mt   | W. Little, Pierce, Timu |
| Montlaur         | tr   | Fox                     |
| Montlaur         | drop | Fox (3)                 |

| Arbitro: | A. Ceccon |

|             |      |            |
| Dal Maso    | mt   | Wright (2) |
| Lacroix     | tr   | Mannix (2) |
| Lacroix (4) | c.p. |            |

| Arbitro: | Robert Yeman |

|           |      |                      |
| Barboteau | mt   | Timu, Tuigamala      |
| Poyau     | tr   | Philpott             |
| Poyau (3) | c.p. | Mannix, Philpott (3) |